# Peter Egede
Peter Lars Abraham Egede (født 5. februar 1908 i Nuuk; død 10. oktober 1996 ) var en grønlandsk købmand, landsrådsmedlem, lærer og faglitterær forfatter. 

## Liv
Efter bestået skoleeksamen uddannede Peter Egede sig på Grønlands Seminarium fra 1924 til 1930. Derefter blev han ansat på landsfogedkontoret i Sydgrønland. Senere flyttede han over til kolonikontoret og endelig til Qeqertarsuaq. Der underviste han i dansk og var bogholder på telegrafstationen på den Københavns Universitets arktiske station, hvor han arbejdede for sin svigerfar. I 1933 blev han udstedsbestyrer. Fra 1946 til 1952 var han handelsbestyrer og derefter fiskerimester i elleve år. Han arbejdede bl.a. i Kangaamiut og Akunnaaq . I 1953 skrev han bogen Fiskeri med bundgarn. 
Fra 1948 til 1951 sad han i sysselråd og var medlem af retten i Maniitsoq. I 1951 blev han valgt til Landsrådet for en periode. Fra 1971 til 1973 var han også embedsformand i Den Kongelige Grønlandske Handel. Han betragtes også som den første borgmester i Maniitsoq Kommune.
Peter Egede har modtaget adskillige priser for sit arbejde. Han modtog Den Kongelige Belønningsmedalje med krone, blev hædret af den grønlandske forfatterforening i 1982, blev tildelt æresprisen i Nuuk Kommune fra 1987, Nuna Fondens Hæderspris siden 1988 og modtog Nersornaat i sølv den 21. Juni 1989. Han døde i en høj alder af 88 den 10. oktober 1996. 

## Familie
Peter Egede var søn af landsrådsmedlemet og fiskeren Abel Pavia Niels Egede (1880-1945) og hans ægtefælle Dina (1875-1952). Hans svoger var Frederik Nielsen (1905-1991). Den 22. August 1930 giftede han sig i Nuuk med danske Asta Irmelin Porsild (1903-1978), datter af biolog Morten P. Porsild (1872-1956) og Johanne Kirstine Nielsen (1870-1940). Den 21. september 1930 blev deres søn, psykologen, menneskerettighedsaktivisten og rektoren Ingmar Egede, der døde i 2003, født i Qeqertarsuaq.